# 1/700

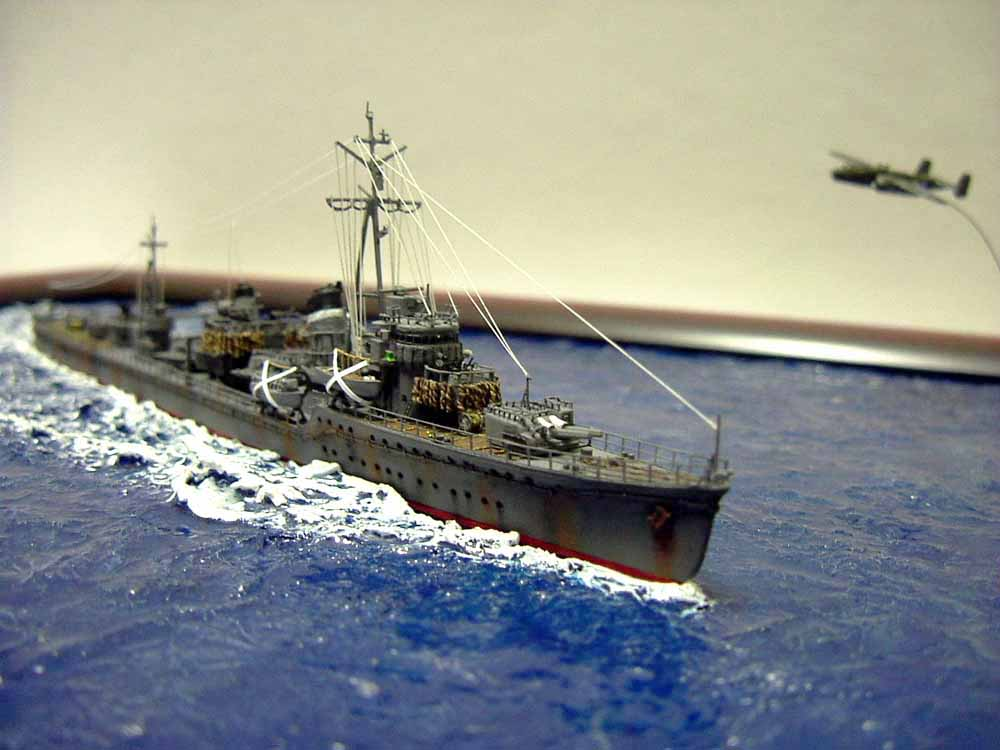
タミヤ製1/700スケール春雨

1/700はスケールモデルで使用される縮尺の一つである。艦船模型では標準スケール（デファクトスタンダード）として用いられ、艦船以外でも建築物やキャラクターモデルの一部などで使用されている。本項では1/700の艦船のプラモデルについて主に述べる。

## 概要
1/700は日本のプラモデルメーカー4社（静岡模型教材協同組合＝青島文化教材社、田宮模型、ハセガワ、フジミ模型）が共同して開発した艦船のプラモデル、ウォーターラインシリーズが採用したことにより一般化したスケール（縮尺）であるが、現在では世界の多くのメーカーから1/700のプラモデルやガレージキットが発売されている。1/700でモデル化されているのは艦船および艦船と組み合わせることを前提とした航空機、軍用車両、建造物等と、艦船用アクセサリーパーツが主であるが、城などの建築物やアニメや特撮作品に登場するメカなどの一部にも1/700でモデル化されているものがある。近似のスケールとして1/720があり、艦船モデルに採用しているメーカーも存在するが、現在では新規の製品開発はほとんど行われていない。

## 歴史
ウォーターラインシリーズ開始以前、海外ではエレールが1/400、フロッグ、レンウォールが1/500、エアフィックス、オーロラが1/600で艦船のキットを作っていたが、その他のメーカーでは製品の長さを統一するいわゆる箱スケールが普通であり、1/700で作られたキットは無く、標準スケールといわれるものもない状態であった。そのような中、レベルは1967年より新たに1/720統一スケールで艦船キットの販売を開始し、1971年のウォーターラインシリーズ開始時には既に9点のキットを発売していたが、追従するメーカーは無く、1社のみの規格に留まっていた。
日本国内では、ウォーターラインシリーズ以前にも1/700スケールのキットは存在し、マルサン、イマイ、三和等から戦艦、空母、重巡洋艦などのキットが販売されており、ウォーターラインシリーズに参加するフジミからも空母大鳳のモーターライズキットが発売されていた。また、渥美産業（ASK）からはウォーターラインシリーズに先駆けて連合艦隊を網羅すべく1/1000スケールの連合艦隊シリーズが発売されており、にしき屋飛行機店（JNMC）からも同様に1/1000の軍艦シリーズが展開されていたが、同型艦の差異や、年代による変化を再現するためには1/1000では小さすぎたため、ウォーターラインシリーズには作りやすさとコレクション性のバランスの取れた1/700スケールが採用された。
ウォーターラインシリーズは4社共同企画ということもあり、1971年の開始後順調にキット数を増やして行ったが、他に追随するメーカーは無く、1/700は国内だけの規格という位置づけであった。そのような中、1970年代後半になって新たに3つのメーカーが艦船モデルの発売を開始した。1つはイギリスのマッチボックスであり、1977年に1/700の艦船キットの販売を開始した。同じく1977年には日本のグリーンマックスも1/700の艦船キットの販売を開始し、現在まで続くスカイウェーブシリーズとなった。
これにより1/700スケールは世界標準に近づいたが、1978年に艦船キットの販売を開始したイタリアのItalaerei（現イタレリ）はスケールに1/720を採用した。イタレリは日本国外のメーカーとしては最も早い時期に1/35の戦車を発売し、日本発の1/35スケールのデファクトスタンダード化に貢献したメーカーだけに、艦船キットにレベルと同じ1/720を採用したのは皮肉であるが、これによりその後しばらく1/700と1/720の近似スケールが並存することとなった。レベルの製品は古く製作には手間もかかるためそれ程ではなかったものの、イタレリの新キットが1/700でないことを残念に思うウォーターラインシリーズのファンは当時少なくなかった。
1/700と1/720の関係に決着が付いたのは1980年代後半である。当時既にキット数では圧倒的な差が付いていた上、1988年に海外2番目のメーカーとして香港のドラゴンモデルズが1/700のキットの販売を開始し、その後徐々に海外でも1/700のキットを販売するメーカーが増えていった。

## 1/700のキットを発売した主なメーカー
これまでに1/700またはその近似スケールのプラモデルを発売したことのある主なメーカーを下記に示す。

### 国内メーカー
- 青島文化教材社（アオシマ）

静岡模型教材協同組合の一員として、ウォーターラインシリーズ（以下「WLシリーズ」と表記）開始時より現在に至るまで、WLシリーズのキットを発売している。スケールモデルの開発経験が少なかったこともあり、WLシリーズの初期においては4社中最も品質が劣るとの不名誉な評価を受けていたが、現在では他社に劣る点は全くない。新金型あるいはWLシリーズの部品を流用したフルハル仕様（艦底部まで含めたモデル）のキットを「1/700 艦船」の名でWLシリーズとは別の定番商品としてシリーズ化しており、中には中華民国海軍旗艦丹陽のようにWLシリーズでは未発売の艦も含まれている。また、1/350の「アイアンクラッド」シリーズより発売された一連の魚雷艇は、1/700モデルとのセット品となっている。2013年からはアニメ『蒼き鋼のアルペジオ』に登場する艦船を、WLシリーズのキットをベースに製品化している。また、同じ2013年には『未来少年コナン』に登場する巨人機ギガントを1/700スケールで製品化したほか、「艦娘」をパッケージに使用したWLシリーズの『艦これ』バージョンも発売している。
- 今井科学（イマイ）

1960年代初めに、榛名、霧島、金剛、伊勢、日向、山城、扶桑の1/700戦艦のキットを発売している。これらのキットは実際には全長が35cmで作られているために1/700よりはやや大きく、1969年の今井科学の倒産後、金型を購入したバンダイから販売された際には1/600と表示されたこともある。
- WAVE

映画『リーグ・オブ・レジェンド』に登場する「ノーチラス号」を1/700でモデル化している。
- エクスプラス[1]

2023年に発売したガメラ（1999）のプラモデルは、艦船模型に合わせて1/700スケールを採用している。
- 大滝製作所（オオタキ）

1/700では戦艦シリーズとして榛名と山城を1968年に発売している。1/700に近いスケールでは、地上走行も可能な大和型戦艦を1/750で発売していた。また、1/600で大和型およびアイオワ級戦艦、1/800でエンタープライズ、ミッドウェイ、ニミッツ級およびキティホーク級空母を発売しており、これらは後に有井製作所に引き継がれた。
- グリーンマックス

1978年にスカイウェーブシリーズとして1/700のキットの販売を開始し、1984年にプラモデルメーカーとしての活動を休止するまでに29点のキットを発売した。内容的には、艦船のみでなく航空機やジオラマアクセサリー、それらをまとめたジオラマセットと、多岐にわたっていた。
- 三和模型／東京プラモ

1960年代に、伊勢、霧島、山城などの1/700キット、もしくは1/700に近い箱スケールキットを発売している。
- シールズモデル（フォーサイト）

2000年以降、日本海海戦時の戦艦、巡洋艦と、日本の南極観測船を中心に1/700のキットを発売している。
- タカラ - 現タカラトミー

食玩および浴玩として、「世界の艦船」シリーズや「連斬模型シリーズ」で艦船の、「世界の翼」シリーズで大型航空機および宇宙機の1/700キットを展開していた。
- タスクフォース

漫画『サブマリン707』に登場する架空の潜水艦「707II世」を1/700でプラモデル化し、1/48の「ジュニア1・2号艇」に付属させていた。
- タミヤ - 旧田宮模型

静岡模型教材協同組合の一員として、WLシリーズ開始時より現在に至るまで、WLシリーズのキットを発売している。シリーズ開始時より、品質的に他のメーカーから傑出しており、中期以降に開発したキットの中には最新のキットと比較しても全く引けをとらないものも多い。WLシリーズ以外に1/700のキットはないが、極初期に1/800で大和、武蔵、信濃をモデル化しており、信濃は2001年に限定復刻再版された。
- ツクダホビー

艦船ではないが、日、米、ソ連などの航空機の1/700キットを8点ほど発売していた。
- 東京マルイ

1970年代後半～80年代前半に発売された30cmシリーズのうち、金剛型が約1/740である。
- 童友社

マルサンの金型を引き継ぎ、1970年代に大和、武蔵、信濃、赤城、加賀、長門、榛名、陸奥、鳥海、妙高、愛宕、羽黒などの1/700キットを発売している。マルサンでは発売されていなかった加賀がラインナップされているが、これは赤城の箱変えという、現在では想像も出来ないような大らかな商品であった。2010年からは、ホビーボスやアカデミー製の1/700艦船キットをOEMで国内販売している。艦船以外では、「日本の名城」シリーズのうち名古屋城と江戸城は1/700を採用している。
- トミーテック

彩色済みキットの「技MIX」シリーズで、2000年代末より地上走行可能な大和とその周辺アクセサリー、スペースシャトルと国際宇宙ステーションなどを発売している。
- 中村産業（ナカムラ）

1970年代に「さんふらわあエイト」および「さんふらわあイレブン」の1/700キットを発売している。
- 日本文化教材（NBK）

1960年代末に原子力船サバンナ号の1/700キットを発売している。ただし、モーター走行モデルであり、プロポーションは実物と大きく異なっている。
- 日本ホビー工業

1/700のキットはないが、1960年代半ばに1/660で南極観測船ふじをモデル化している。また、1960年代後半に発売した1/800の原子力空母エンタープライズは、後に金型が大滝に移っている。
- 日本模型（ニチモ）

1/700のキットとしては、1970年代後半に大和と武蔵をモデル化している。これはモーターライズキットではあったが、田宮模型の旧版WLキットを強く意識し、旧版キット発売後に明らかになった考証を取り入れて作られていた。1970年代中期以降に発売された30cmシリーズの中にも、陸奥型（約1/750）、伊勢型（約1/720）、金剛型（約1/740）などの1/700に近いものが含まれており、特に後期にモデル化された金剛型は、少々小ぶりではあるものの、フジミのWLキットを意識したものとなっていた。また、初期に発売された1/750の大和型は、田宮の1/800の大和型を販売面で圧倒したキットとして知られる。引き続いて1/750でモデル化されたフォレスタルも、レベルのキットの影響が強いものの、当時の同クラスのキットの中では傑出していた。
- ハセガワ - 旧長谷川製作所

静岡模型教材協同組の一員として、WLシリーズ開始時より現在に至るまで、WLシリーズのキットを発売している。WLシリーズ以外に、限定版でWLシリーズのキットに艦底部を付加してフルハル化したものや、アクアラマと称するジオラマベースを付属させたキットなどを販売していた。
- バンダイ

今井科学で1/700と表示されていた戦艦キット5点（バンダイでの表示は1/600）以外に1/700の艦船のキットは発売していなかったが、第51回静岡ホビーショーで深海掘削船ちきゅうの製品化を発表、2012年11月に発売した。本製品は多色成形や、スナップフィットの採用など、他社の軍艦を中心としたキットとは一線を画す内容となっている。また、2011年には1/700の東京スカイツリーを発売している他、いわゆるキャラクターモデルでは、アニメ『宇宙戦艦ヤマト』に登場する「ヤマト」「アンドロメダ」や『ふしぎの海のナディア』に登場する「ノーチラス号」などが1/700表示で発売されている。
- バンプレスト

2004年発売の「ミニプラモデルコレクション 〜マルサン 東宝キャラ編〜」にラインナップされたノーチラス号（マルサンの1/300キットの外観を縮小したもの）は、おおよそ1/730スケールとなっている。
- ピットロード

1985年にグリーンマックスからスカイウェーブシリーズを引き継ぎ、大きく発展させた。現在ではスカイウエーブシリーズの延べキット数は300に近く、数だけ見ればWLシリーズにも匹敵するものとなっている。ただし、初期の金型の一部は諸般の事情により他社に流出し、社内に残ったものでも長らく絶版状態が続き入手が困難なものも少なくない。また、大型キットの多くは中国トランペッター社との提携で作られており、日本国内での販売はピットロードが行うものの、海外ではトランペッター社が販売を担当する形となっている。
- ファインモールド

ナノ・ドレッドシリーズと称して、超精密インジェクション成形の旧日本海軍25mm機銃や探照灯、ラジアルボートダビットなどのアクセサリーパーツを発売している。
- フジミ模型

静岡模型教材協同組の一員として、WLシリーズ開始時よりWLシリーズのキットを発売していたが、1992年に離脱し、シーウェイモデルシリーズと名を改めて引き続きキットの開発を行っている。WLシリーズ以外では、1960年代前半に大鳳の1/700モーターライズキットを発売している。また、実艦ではないが、映画『海底軍艦』に登場する「轟天号」を1/700でモデル化している。艦艇以外では、「名城シリーズ」のラインナップの中にも1/700を採用したものが複数含まれている。
- マイクロエース - 旧有井製作所（アリイ）

1980年代後半から旧大滝製の1/800空母と1/600戦艦の販売を開始したが、1990年代初めに1/800空母と新規開発の1/700潜水艦を組み合わせた「不沈艦隊」シリーズを4点発売した。潜水艦は単品でも発売され、箱変えも含めて12点が発売されている。1992年には1/700のタイコンデロガ級ミサイル巡洋艦とスプルーアンス級駆逐艦をモデル化し、バリエーションも含め計10点のキットが発売されている。また、1980年代初めより、旧ナカムラの「さんふらわあエイト（土佐）」および「さんふらわあイレブン（薩摩）」の1/700キットも販売している。
- マルサン商店

1960年代前半に、大和、武蔵、信濃、赤城、長門、陸奥、榛名、鳥海、妙高、最上などの1/700キットを発売している。これらのキットは後に童友社から再発売された。
- 宮内製作所（ミヤウチ）

1/750陸奥、1/650妙高などを発売していた。長さ30cm程度の箱スケールのキットであったと考えられる。
- モデリウム[2]

2018年にYT58号260t型曳船の1/700キットを発売。プラキット以外では、海上自衛隊の支援船や民間自動車、航空機などのレジンキットも1/700スケールで各種展開している。
- ヤマシタホビー[3]

2010年代前半より、特型、睦月型、松型および改松型、秋月型といった日本駆逐艦や、各種ディテールアップパーツの1/700キットを展開している。
- ライデンモデル

2011年に給糧艦杵崎をモデル化した。

### 海外メーカー
- アカデミー（ACADEMY）

1/800のビスマルク級や米空母、1/720のタイタニックなどを発売していたが、2000年代後半になって新規開発・発売した1/700のタイタニックを皮切りに、米海軍艦艇などの1/700キット化も進めている。
- AFVクラブ（AFV CLUB）

ペリー級およびノックス級のフリゲートを1/700で発売している。
- エアフィックス（Airfix）

艦船のモデルは1/600スケールが中心であるが、2000年代末にアカデミーからのOEMで1/700のタイタニックを発売している。
- アルバトロス（Albatross）

米駆逐艦ギアリングおよびアレン・M・サムナーをピットロードに先駆けてモデル化していた。
- AMT

1970年代末から80年代初めにかけて、マッチボックス社製の1/700キットをOEMにより米国で販売していた。
- バックマン（Bachmann）

1970年代の初めに、フジミ製の1/700キット（大鳳およびWLシリーズ）をOEMにより米国で販売していた。
- ブロンコモデル（Bronco Models）[4]

2006年に康定級フリゲートを1/700でキット化している。
- 西西利模型（C.C.Lee）

アリイのタイコンデロガ級／スプルーアンス級と全く同一ラインナップの1/700キットを発売している。パッケージも酷似している。
- ドラゴンモデルズ（Dragon Models）

1980年代の末から1/700の艦船キットの販売を開始したが、初期のキットはタラワ級強襲揚陸艦を除き潜水艦などの小型の艦艇が中心で、1990年までに13点のキットを発売して新キットの開発は一時中断した。1990年度のカタログで予告されたキーロフは結局発売されず、10年以上たった2003年になってトランペッター／ピットロードのキーロフ級に対抗する形で急遽復活、発売された。中断していたシリーズは、1996年になって旧ピットロード製のキット4点の投入で再開し、以後自社開発キットも増加して2013年現在では別ブランドのサイバーホビーでの発売品も含め、100点を超えるラインナップとなっている。
- ドリームモデル（DreamModel）[5]

051C型、052B型、052D型、052C型、055型といった駆逐艦、053H3型、053H2G型および054型フリゲート、056型コルベット、071型揚陸艦などの現代中国海軍の艦艇を2011年よりキット化し続けている。また、アドミラル・ゴルシコフ級フリゲートやポモルニク型エアクッション揚陸艦、ラーダ型潜水艦などのロシア艦もラインナップに加えている。
- フライホーク（FLYHAWK）[6]

元は1/700でエッチングなどのディテールアップパーツを手がけていたが、2010年代に入ってからプラキットの展開も開始した。第二次世界大戦までのイギリス海軍やドイツ海軍の艦をラインナップの主軸に据えているが、ズムウォルト級駆逐艦のような現代艦艇のキットも存在する。第二次大戦以前の日本艦も「カジカ」というサブブランドでリリースしている他、陽炎型駆逐艦をピットロードと共同企画してもいる。
- フリーダムモデルキット（Freedom Model Kits）[7]

2015年にアキテーヌの1/700キットを発売している。
- 銀河玩具（Galaxy Model）

1990年代に1/700のモーターライズキットを10点程発売していた。S-Marsの製品と同一と思われる。
- グレートウォールホビー（Great Wall Hobby） / ライオンロア（LionRoar）[8]

2019年に、第二次世界大戦時の日本海軍艦載機の1/700プラキットセットを前後期の2種類発売している。
- エレール（Heller）

1/400標準スケールと、小サイズ箱スケールのcadetシリーズが中心で1/700のキットは未発売であるが、cadetシリーズのPamirが1/750とやや近いスケールになっている。
- ホビーボス（Hobby Boss）

2000年代の後半になって活動を始めた新しいメーカーであり、1/700で各国の潜水艦とワスプ級強襲揚陸艦、アーレイ・バーク級ミサイル駆逐艦、ソビエト空母バクー、旧トランペッター社製のアリゾナなどを発売している。
- IBGモデルス（IBG Models）[9]

2016年よりG級、H級、I級、ハント級など、イギリス海軍の駆逐艦を1/700でキット化している。なお、ポーランドのメーカーであるためラインナップには自由ポーランド海軍が運用した艦が含まれている。
- アイラブキット（IloveKit）[10]

ピットロード／トランペッター製の1/700戦艦キットを、ディテールアップパーツを追加した上でOEM販売している。
- インペリアル・ホビー・プロダクション（Imperial Hobby Production）[11]

2000年代頃から1/700艦艇レジンキットを手がけていたメーカーだったが、2019年発売のコロッサス級航空母艦でプラキットの展開を開始した。
- イタレリ（Italeri）

1978年より1/720の艦船キットの販売を開始した。フッド、ドイッチュラント級の他、ニミッツ級、フォレスタル級、キティホーク級、アドミラル・クズネツォフなどの米ロ空母をモデル化しており、これらが1/700で未発売の時代には貴重な存在であった。また、日本国内では未発売であるが、ドラゴンからのOEMによる1/700キットを5点ほど同一シリーズ内でラインナップしていた。
- ジョイヤード（Joy-Yard）[12]

2022年に扶桑型戦艦や加賀型戦艦などの1/700でのキット化および試作品の画像を発表している。
- リンドバーグ（Lindberg）

長さを9インチや12インチ（約30cm）とした箱スケールキットが中心で、1/700のキットは発売していない。長さ12インチのシャルンホルスト級やキングジョージV世級は約1/750で、やや1/700に近い大きさである。
- マジックファクトリー（Magic Factory）[13]

2024年に1/700スケールでジェラルド・R・フォードをキット化している。
- マークワンモデル（MARK I. models）[14]

2016年より、1/720スケールでツェッペリンをはじめとする飛行船のキットを展開している。
- マッチボックス（Matchbox）

1977年から1/700のキットの販売を開始し、1980年までに11点のキットを発売した。内容的には駆逐艦から戦艦までバラエティーに富んでおり、WLシリーズでは未発売の艦も含まれていたが、全体的にシャープさが欠けていたため、あまり高い評価は得られなかった。1990年代前半にプラモデル部門が独レベルの傘下に入った後、旧レベル製の1/720キット3点（アリゾナ、ヒッパー、フランクリン）がラインナップに加えられた。その後プラモデルでのマッチボックスブランドは消滅し、旧マッチボックス製品はレベルブランドで販売されることとなった。
- モンモデル（Meng Model）[15]

2016年のロドニー発売を皮切りに1/700艦船キットの展開を開始。第二次世界大戦時の艦艇からのスタートだったが、山東などの現用艦やタイタニックのような民間船舶へもラインナップを広げている。
- ミッドシップモデル（MidShip Models） / Trident

2000年代前半から、グリッドレイ級、ベンハム級、マハン級などの駆逐艦とクリーブランド級軽巡洋艦の1/700キットを発売している。
- ミニクラフト（Minicraft）

1970年代前半にハセガワおよびアオシマのWLシリーズのキットを米国で販売した。1980年代後半から1990年代前半までは、アカデミー社製の1/800のビスマルク級や米空母を米国で販売した。1990年代後半以降は中国製品のOEMと思われる、1/700のタイコンデロガとスプルーアンスを販売している。
- ミニホビーモデル（Mini Hobby Models）

トランペッター社の別ブランドまたは関連会社と思われ、ホーネット／エンタープライズ、スプルーアンス級、シャルンホルスト級、アリゾナなどの1/700モーターライズキットを発売している。少なくともこれらの一部は国産キットをコピーし、モーターライズ化したものである。
- モノグラム（Monogram）

長さ16インチ(約41cm）の箱スケールキットが中心で、1/700のキットは発売していない。16インチの戦艦（ミズーリ／ニュージャージー）は約1/670、空母（ニミッツ級等）は約1/800に相当する。
- ネバーランドホビー（Neverland Hobby）[16]

2024年に1/700でのヴィクトリーの発売を予告している。
- ポントスモデル（Pontos Model）[17]

2021年に1/700の大和をリリースしている。
- パイロ（PYRO）

1950年代初期に、長さ約16インチのミズーリとシャングリラの組み立てトイ的な簡易キットを発売している。
- レベル（アメリカ）（Revell Inc.）

初期は箱スケールのキットが中心であったが、1960年代後半から1/720スケールのシリーズの販売を開始し、70年代半ばまでに12点、70年代後半に2点、80年代前半に2点の1/720スケールキットを発売している。
- ドイツレベル（Revell GmbH & Co. KG）

アメリカレベルの開発したキット以外に、1980年代以降自社開発した1/720キット、旧マッチボックス製の1/700キット、イタレリのOEMによる1/720キットおよびドラゴンのOEMによる1/700キットを多数発売している。2000年代の後半からは、1/700キットの自社開発も開始した。
- リッチモデル（Riich.Models）[18]

2012年より、ボレイ型やオハイオ級といった原子力潜水艦の1/700キットを発売している。
- 戰神模型（S-Mars）

スカイウェーブシリーズのキットを参考にフルハル化し、モーターライズしたと思しきキットを10点あまり発売している。
- S-Model（青島海湛模型有限公司）

定遠・鎮遠など日清戦争時の清国艦艇を製品化している。
- スノーマンモデル（Snowman Model）[19]

2018年に発売したギアリング級駆逐艦で1/700プラキットのリリースを開始。2023年からは1/700スケールの飛行船の展開も開始している他、レジン製の艦船キットやディテールアップパーツも手がけている。
- スフィルナ（Sphyrna）

2020年より、055型駆逐艦や各種潜水艦といった現代中国海軍の艦艇を1/700でプラキット化している。
- スヤタ（Suyata）[20]

日本海軍をモチーフにしたオリジナルのSFプラモデルシリーズ『蒼穹の連合艦隊』を2020年より展開しており、宇宙艦のキットでは1/700を採用している。
- タコム（Takom）[21]

スノーマンモデルと共同企画という形で、2021年より第一次〜第二次世界大戦時の艦艇を1/700でキット化している。
- テスター（Testors）

1980年から90年代半ばにかけて、イタレリのOEMによる1/720キット12点、ドラゴンのOEMによる1/700キット4点をアメリカで販売していた。
- トランペッター（Trumpeter）

初期においては他社のキットを参考にしてモーターライズ化した艦船キットを多数販売しており、その中には1/700のキットもあった。現在では少なくても輸出用のカタログからはコピーキットの類は完全に姿を消しているが、ミニホビーのキットがその後身であろうと考えられている。
コピーでない1/700キットの開発は、2002年のピットロードとの提携によるアイオワ級戦艦から始まった。キエフ級など一部自社開発のものもあるが、1/700のキットの殆どはピットロードとの提携品であり、一部を除き日本国内では流通していない。逆に欧米ではトランペッター版の方が流通している。
- ヴィー・ホビー（Vee Hobby）[22]

2021年発売のサウスダコタ級戦艦およびアイオワ級戦艦を皮切りに、第二次世界大戦時のアメリカ艦を1/700でキット化している。
- ベリーファイア（Very Fire）[23]

2016年にモンタナ級戦艦を発売し、1/700艦船プラキットに参入。その後もしばらくはH級戦艦といった計画艦をキット化していたが、2020年からは実際に完成した艦艇も手がけている。
- Zhengdefu（正徳福） / Kitech

1/800空母や30cmサイズの戦艦、空母、巡洋艦などのキットを多数発売している。これらのうちの多くは他のメーカーのキットの影響を受けていると思われるが、1/800のクズネツォフや1/600のシャルル・ド・ゴールのように他のメーカーから同一スケールではキットが出ていないものもある。1/700のキットは発売していないが、1/720でタイタニック号を出している。
- ズヴェズダ（Zvezda）

ロシア国内向けに、イタレリのOEMによる1/720のクズネツォフ、フッド、グラーフ・シュペー、キティホークと、ドラゴンのOEMと思われる1/700のピョートル・ヴィェリーキイのキットを発売している。